# Hugues Souparis
Hugues Souparis est un centralien de Marseille et  chef d'entreprise français né le 26 août 1955 à Saint-Céré et président-fondateur de la société Surys.

## Biographie
Hugues Souparis est ingénieur diplômé de Centrale Méditerranée (promotion 1979) et spécialisé dans le design et la création de produits industriels. Il crée à 23 ans, pendant ses études, sa première société spécialisée dans la conception et commercialisation d’objets publicitaires technologiques.
En 1984, il crée Hologram Industries, société à laquelle il se consacre totalement à partir de 1986. Cette société développe dans un premier temps des techniques holographiques dans le domaine de la communication, puis à partir de 1989 dans celui de la sécurité. En 1998, Hugues Souparis introduit Hologram Industries en bourse. L'entreprise est aujourd'hui le leader mondial du secteur.
Hugues Souparis est classé au rang de 371e plus grande fortune française en 2012 et 411e en 2013 d'après le magazine Challenges. Sa fortune personnelle est estimée en 2013 à plus de 95 millions d'euros. Souparis est par ailleurs Chevalier de la Légion d'honneur et a reçu en 2012 le prix de l'Audace créatrice.
Il est également le parrain des promotions 2013 et 2020 de l'École Centrale Méditerranée dont il est lui-même ancien diplômé (promotion 1979).